# Laurie Topp
Lawrence Robert Topp, plus connu sous le nom de Laurie Topp (né le 11 novembre 1923 à St Pancras (Londres), Londres et mort le 8 janvier 2017) est un joueur de football anglais.

## Biographie

### Carrière en sélection
Avec l'équipe de Grande-Bretagne olympique, il joue 3 matchs (pour un but inscrit) entre 1952 et 1956. Il figure notamment dans le groupe des sélectionnés lors des JO de 1952 et de 1956.